# Funny Money - Come fare i soldi senza lavorare
Funny Money - Come fare i soldi senza lavorare (The Associate) è un film del 1996 diretto da Donald Petrie e con protagoniste Whoopi Goldberg e Dianne Wiest,  liberamente tratto dal film francese del 1979 L'Associé, scritto da Jean-Claude Carrière ed interpretato da Michel Serrault e Claudine Auger, trasposizione a sua volta del romanzo El socio dello scrittore e politico cileno Jenaro Prieto (entrambe le opere non vengono accreditate nei titoli di testa e di coda del film).

## Trama
Laurel Ayres è una brillante consulente finanziaria di Wall Street. Un giorno, grazie a Sally, la bistrattata segretaria del suo socio Frank, scopre che la promozione che lei si aspettava le è stata soffiata proprio dall'uomo. Dopo una lite furibonda, si licenzia e decide di mettersi in proprio. Chiede quindi un prestito alla banca delle donne, offrendo come unica garanzia la palazzina dove vive, ereditata dal padre. Dal momento che gli uomini d'affari la boicottano perché donna, inventa un partner d'affari, Robert S. Cutty. Cutty diviene un mito per tabloid e investitori, nonostante non appaia mai in pubblico e l'astuta Laurel riesce a ingannare tutti fingendosi solo una spalla. La stampa però, guidata dalla potentissima Cindy Mason fa notare a tutti che Laurel presenzia sempre agli incontri al posto del suo socio e quindi Laurel si trova costretta a trovare un espediente: con l'aiuto del vicino di casa drag queen Charlie, si trasforma in un anziano uomo bianco, impersonando ella stessa Robert Cutty. Così camuffata presenzia alle conferenze, parla con la stampa e viene addirittura corteggiata dalla broker del signor Fallon, Camille. Quando la presenza del finto socio diviene troppo ingombrante, Laurel decide di inscenarne la morte in un incidente, ma viene arrestata con l'accusa del suo omicidio, nonostante confessi di aver inventato il personaggio. Solo una foto truccata da Frank, dove sono presenti lui e Cutty con il giornale del mattino, scagiona Laurel che tuttavia si rende conto che l'intento di Frank è appropriarsi del personaggio di Cutty.
Chiusa in casa per giorni dopo gli ultimi eventi, apprende che Cutty ha vinto un prestigioso premio in un esclusivo club per soli uomini, ma poiché sembra che Cutty sia oltreoceano, sarà Frank a ritirare il premio al suo posto. Incoraggiata da Sally a non farsi mettere i piedi in testa un'altra volta, Laurel indossa di nuovo i panni di Cutty e si presenta al club. Nel momento del discorso di ringraziamento, Laurel si toglie un pezzo alla volta il travestimento, rivelando la sua vera identità e sconvolgendo tutti i presenti. Laurel riesce così a diventare il fenomeno del momento, ottenendo la sua rivalsa sulla società sessista che l'aveva rifiutata.

## Accoglienza

### Incassi
Il film ha incassato 12.844.057 dollari negli Stati Uniti e 449.532.000 lire in Italia.